# Джессіка Клімкейт
Джессіка Клімкейт (англ. Jessica Klimkait, нар. 31 грудня 1996) — канадська дзюдоїстка, бронзова призерка Олімппійських ігор 2020 року.

## Виступи на Олімпіадах
| Олімпіада  | Дисципліна | Місце |
| ---------- | ---------- | ----- |
| Токіо 2020 | до 57 кг   | 3     |